# Columbus Junction
Pour les articles homonymes, voir Columbus.
Columbus Junction est une ville américaine située dans le comté de Louisa, dans l’État de l'Iowa. En 2010, sa population était de 1 899 habitants.

## Source de la traduction
- (en) Cet article est partiellement ou en totalité issu de l’article de Wikipédia en anglais intitulé « Columbus Junction, Iowa » (voir la liste des auteurs).